# Bad Manners
Bad Manners – zespół angielski, reprezentant sceny 2 Tone (obok Madness, The Specials, The Beat, The Selecter i The Bodysnatchers). Powstał w 1976 roku w północnym Londynie. Gra skoczną odmianę ska z elementami muzyki karaibskiej, podanej często z humorem. Specjalizują się w przerabianiu numerów z różnych stylów muzycznych (np. muzyki westernowej, piosenek pop) na kawałki ska.

## Historia
Od samego początku na czele zespołu stoi odpowiedzialny za wokal Buster Bloodvessel (właściwie Douglas Trendle). Dużych rozmiarów, łysy wokalista to prawdziwy wulkan energii, symbol i wizytówka zespołu. Obok niego w klasycznym składzie grali Louis 'Alphonso' Cook (gitara), David Farren (bas), Brian Tuitt (perkusja), Alan Sayagg (harmonijka), Paul Hyman (trąbka), Chris Kane (saksofon tenorowy), Andrew Marson (saksofon altowy) i Martin Stewart (klawisze). Skład wielokrotnie się zmieniał, do dziś pozostał tylko frontmen.
Największe sukcesy odnosili w latach 1980–1983. Dzięki żywiołowym koncertom (m.in. udział w trasie 2 Tone Records uwiecznionej w filmie "Dance Craze") zyskali popularność nie tylko wśród rude boys czy skinheads. Debiutancki album "Ska ’n’ B" wydają w 1980 roku dla Magnet Rec.. Numery takie jak "Ne-Ne Na-Na Na-Na Nu-Nu", "Here Comes The Major", "Fatty Fatty", "King Ska/Fa", "Caledonia", "Magnificent 7" (temat z filmu "Siedmiu wspaniałych"), "Wooly Bully", "Lip Up Fatty", "Special Brew", "Inner London Violence" stają się klasycznymi hitami zespołu. W tym samym roku wydają kolejny album "Loonee Tunes!" (Magnet Rec.). Jest on kontynuacją stylu obranego na poprzednim wydawnictwie. Z niego pochodzą takie hity jak "Lorraine", "Just a Feeling" czy "Tequila" (The Champs). Zespół cały czas koncertuje w całej Europie, występuje w również wielokrotnie w telewizji. Rok później na rynku ukazuje się trzeci album "Gosh It's... Bad Manners" (Magnet Rec.). Brzmienie zespołu zmienia się, muzyka jest mieszanką rytmów karaibskich, muzyki pop oraz wpływów ska i reggae. Przynosi takie przeboje jak "Walking In The Sunshine" czy "Can Can" (Jacques Offenbach) – który zajmuje 3 pozycję na brytyjskiej liście przebojów. Podobną muzykę przynosi czwarta płyta Bad Manners – "Forging Ahead" (Magnet Rec. 1982). Najbardziej znanymi utworami z tego krążka są "Samson and Delilah", "Got No Brains" oraz "My Girl Lollipop" (Morris Levy/Johnny Roberts) który zajmuje 9 pozycję na brytyjskiej liście przebojów. Był to ostatni album nagrany dla Magnet Rec., zespół opuszcza wytwórnię w 1983 roku. Następną płytę "Mental Notes" wydają w Portrait Records w 1985 roku.

## Skład

### pierwszy skład
- Buster Bloodvessel – wokal
- Louis 'Alphonso' Cook – gitara
- David Farren – bas
- Brian Tuitt – perkusja
- Alan Sayagg – harmonijka
- Paul Hyman – trąbka
- Chris Kane – saksofon tenorowy
- Andrew Marson – saksofon altowy
- Martin Stewart – klawisze

### skład 1989
- Buster Bloodvessel – wokal
- Louis Alphonso – gitara
- Martin Stewart – klawisze
- Winston Bazoomies – harmonijka ustna
- Chris Kane – saksofon tenorowy
- Alan Perry – saksofon altowy
- Nicky Welsh – bas
- Ian Fullwood – saksofon tenorowy
- Jan Brahms – puzon
- Jon Preston – trąbka
- Perry Melius – perkusja

### aktualny skład
- Buster Bloodvessel – wokal
- Simon Cuell – gitara
- Lee Thompsom – bas
- Dave Welton – puzon
- Warren Middleton – puzon
- Trevor Irving – trąbka
- Tony Rico – saksofon
- Mark Harrison – perkusja
- Rick Macwana – klawisze
- Carlton Hunt – perkusja
- Chris Bull – trąbka

## Dyskografia

### Albumy
- "Ska ’n’ B" (Magnet) 1980 UK # 34
- "Loonee Tunes!" (Magnet) 1980 UK # 36
- "Gosh It's... Bad Manners" (Magnet) 1981 UK # 18
- "Forging Ahead" (Magnet) 1982 UK # 78
- "Mental Notes" (Portrait) 1985
- "Return of the Ugly" (Blue Beat) 1989
- "Fat Sound" (Pork Pie) 1992
- "Heavy Petting" (Moon) 1997
- "Stupidity" (Bad Records) 2003

### Single
- "Ne-Ne Na-Na Na-Na Nu-Nu" (luty 1980) UK # 28
- "Lip Up Fatty" (czerwiec 1980) UK # 15
- "Special Brew" (wrzesień 1980) UK # 3
- "Lorraine" (grudzień 1980) UK # 21
- "Just a Feeling" (marzec 1981) UK # 13
- "Can Can" (czerwiec 1981) UK # 3
- "Walking in the Sunshine" (wrzesień 1981) UK # 10
- "The R’n’B Party Four – EP" (listopad 1981) 	UK #3 4
- "Got No Brains" (maj 1982) UK # 44
- "My Girl Lollipop (My Boy Lollipop)" (lipiec 1982)	UK # 9
- "Samson and Delilah" (październik 1982) 	UK # 58
- "That'll Do Nicely" (kwiecień 1983) UK # 49
- "Blue Summer" (sierpień 1985)
- "What the Papers Say" (grudzień 1985)
- "Tossin' in My Sleep" (marzec 1986)
- "Skaville UK" (maj 1989)
- "Gonna Get Along Without You Now" (1989)
- "Christmas Time Again" (listopad 1989)
- "Fatty's Back in Town E.P" (wrzesień 1995)
- "Millennium Knees Up" (grudzień 1999)